# طمارين جوفري
طمارين جوفري (الاسم العلمي: Saguinus geoffroyi)،  والمعروف أيضاً باسم طمارين البَنَمي، الأحمر المُتوّج أو ذو مؤخرة العُنق الحمراء،  وهو قرد من جنس قرود الطمارين الصغيرة، يتواجد في بنما وكولومبيا. في الغالب أبيض وأسود اللون، مع مؤخرة عنق مُحمرّة إلى داكِنه. كما أنهُ حيوان نهاري، يقضي مُعظم وقته على الأشجار، لكنه ينزل على الأرض من حين لآخر. يعيش في مجموعات ويتراوح عددها في الغالب من ثلاثة إلى خمسة أفراد، وتشمل بشكل عام قرداً بالغًا أو أكثر من كلا جنسان. يأكل جوفري مجموعة مُتنوعة من الأطعمة، بما في ذلك الحشرات والأفرازات والفواكه وأجزاء من النباتات. تُمثل الحشرات والفواكه غالبية وجباته، ولكن الإفرازات مُهمة أيضًا. نظرًا لأسنانها الغير قابلة على التكيف مع الأشجار ومن أجل الوصول إلى النسغ، فإنها لا تستطيع أن تأكل الإفرازات إلا عندما تكون متاحة بسهولة.
على الرغم من استخدام مجموعة متنوعة من الأساليب الإنجابية في هذا الصنف من القرود، فإن الطريقة الأكثر شيوعًا هي أن تكون أنثى بالغة في المجموعة ونشطة للتناسل وأن تتزاوج مع ذكور بالغين متعددة في المجموعة. بعد فترة حمل تصل إلى حوالي 145 يومًا، تلد طفلًا رضيعًا واحدًا أو توأمًا، كما تساهم الذكور بشكلاً كبيراً في رعاية الأطفال والعناية بهم. يتم بلوغ النضج الجنسي بعد سنتين، ويمكن أن يعيش إلى 13 سنة. يُصنَّف طمارين جوفري على أنه «مصدر قلق أقل» من قبل الاتحاد الدولي لحفظ الطبيعة.

## التصنيف
مثل الطمارين والقشيات الأخرى، فأن طمارين جوفري من قرود العالم الجديد المصنف ضمن عائلة بهيات الشعر. في عام 1977، صنف فيليب هيرشكوفيتز طمارين جوفري على أنها نوع فرعي من طمارين قُطني الرأس (Saguinus oedipus)، والتي تعيش حصريًا في كولومبيا، بناءً على تلوين الفراء، ومورفولوجيا الجمجمة والفك السفلي، وحجم الأذن. ومع ذلك، تشير الأبحاث الحديثة إلى أن النوعين يختلفان بدرجة كافية ليتم اعتبارهما نوعين مُنفصلين.

## السلوك

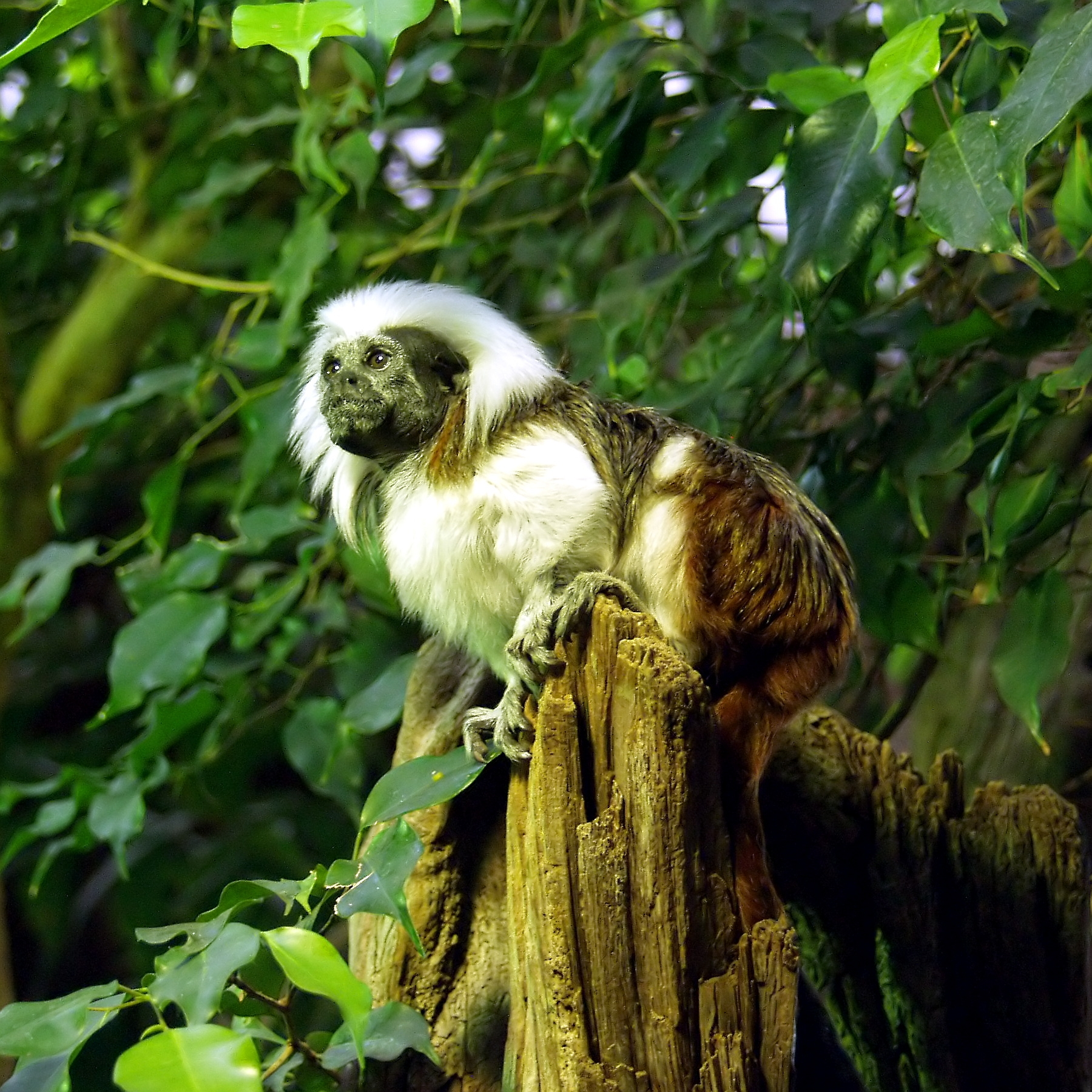
يُعتبر طمارين البنمي نوعًا فرعيًا من طمارين قطني الرأس، كما هو موضح أعلاه.

مثل كل القشيات، فأن قرد طمارين جوفري قرداً نهارياً و شجرياً. على عكس بعض القرود الأخرى في العالم الجديد، فإنها تنزل على الأرض من حين لآخر يتم ذلك عادة في الظروف الخاصة، مثل الحصول على أطعمة مُعينة أو للوصول إلى شجرة لا يمكن الوصول إليها بطريقة أخرى. يتراوح حجم المجموعة عمومًا ما بين ثلاثة وتسعة قرود، في اغلب الأحيان يصل من ثلاثة إلى خمسة قرود. تتكون المجموعات غالبًا من أكثر من قرداً بالغاً من كل جنس. يهاجر البالغون من الجنسين بين مجموعات. تظهر المجموعات درجة من الدفاع عن إقليمها. وتتراوح اعدادهم (نسبة إلى كثافتهم) في جزيرة بارو كولورادو في بنما ما بين 3.6 و5.7 قرد لكل كيلومتر مربع، ولكن في مناطق أخرى يمكن أن تكون تعدادها ما بين 20 إلى 30 قرد لكل كيلومتر مربع.
يحدث التواصل سواء من خلال النطق والإيماءات البصرية. تشمل الأصوات التي تم تسجيلها على الصفارات، والتغاريد، الزغردة، والصوتيات الحادة بصوت عالٍ أو الناعم، والعطس، وأصدار الاصوات الخشنة لقترات الطويلة. عندما تقف هذه القرود فانها تكشف المزيد من الألوان البيضاء، مثل الوقوف على الأرجل الخلفية والحاجز، لتظهر أنها اقرب إلى العدوان. غالباً ما تشير الإناث إلى الرغبة في التزاوج عن طريق اللف بسرعة ذيولها.
على عكس السناجب، التي تنتقل غالبًا عبر المظلة عن طريق تسلق جذوع الأشجار العمودية والهبوط منها، يتجنب طمارين جفروي عمومًا الهبوط العمودي الكبير أثناء السفر. ويفضل التحرك عبر الفروع الأشجار الرفيعة، سواء صاعدا وهابطًا على قدم وساق. بالرغم من أن طمارين جوفري يستخدم دعامات رأسية كبيرة للسفر، فإنه يستخدمها في أغلب الأحيان للصعود بدلاً من النزول.

## التكاثر
يمكن أن تلد إناث طمارين ذو مؤخرة العُنق الحمراء على مدار العام، ولكن ذروة الولادة تكون من أبريل إلى يونيو. يمكن أن يولد طفل واحد أو توأمان، كما من المألوف أن يموت أحد التوأمين خلال الأشهر القليلة الأولى. يُعتقد أن فترة الحمل تصل لـ 145 يومًا، على غرار قُطني الرأس. وتتراوح فترة الولادة بين 154 و 540 يوماً بمتوسط 311 يوماً. تحدث فترات الولادة الأطول بعد التوائم. يزن الأطفال ما بين 40 و 50 جرامًا (1.4 و 1.8 أونصة) ويولدون بالفراء كاملاً. لون فرو الرضيع يختلف عن لون فراء الوالدين؛ الرضيع لديه فرو أسود على الجسم والذيل، مع بريق البيج ووجه أبيض. يُقلل التلوين لدى الرُضّع من رؤية اللون الأبيض، والذي يرتبط بالعروض العدوانية من قبل الأنواع.
يحدث تعدد الأزواج وتعدد الزوجات، ويساهم الذكور بشكل كبير في رعاية الوالدين. ولكن بالعادة، تكون هناك أُنثى واحدة في المجموعة جاهزةٌ للتكاثر، وتتزاوج الإناث الأُخريات إذا أتيحت لها الفرصة. يحمل الذكور الأطفال ويعتنون بهم أكثر من الإناث. قد يساهم الأشقاء الأكبر سنًا أيضًا في رعاية الرُضّع، على الرغم من أن الأطفال الرُضّع يفضلون أن يحملهم آباؤهم أكثر من إخوتهم. يتحرك الأطفال في عمر 2 إلى 5 أسابيع، ويبدأون في تناول الطعام الصلب في عُمر 4 إلى 7 أسابيع. ويكونون مُستقلين في عمر 10 إلى 18 أسبوعًا ويُفطمون تمامًا في عمر 15 إلى 25 أسبوعًا. يُصبح طمارين جوفري ناضجًا جنسيًا بعد عامين، ويمكن أن يعيش حتى 13 عامًا.

## التوزيع والسكن
يعيش طمارين البَنَمي في أنواع مُختلفة من الغابات، بما في ذلك الغابات الأوليّة والثانويّة والغابات الاستوائية الجافة والرطبة. في بنما، يُفضل الغابات الثانوية ذات الرطوبة المُعتدلة. ويظهر في وسط وشرق بنما، كما يمتد نطاقهُ إلى الغرب قليلاً من منطقة قناة بنما، وقد لوحظ في أقصى الغرب مثل مُنتزه ألتوس دي كامبانا الوطني. وهو أقل شيوعًا على ساحل بنما الأطلسي من ساحل المحيط الهادئ، ويتواجد فقط على ساحل المحيط الأطلسي للمناطق القريبة من منطقة القناة التي عدّلها الإنسان. ويتواجد في مُنتزه متروبوليتان الطبيعي، وهو منتزه حَضَري داخل مدينة بنما. في كولومبيا، يظهر على ساحل المحيط الهادئ غرب جبال الأنديز، وجنوبًا إلى ريو سان خوان. كان يُعتقد أن الحدود الشرقية لنطاقه في كولومبيا هي ريو أتراتو، ولكن تم الإبلاغ عنهُ شرقًا، بما في ذلك منتزه لاس أوركيدياس الوطني. تُشير المصادر الأقدم أحيانًا إلى وجود هذه الأنواع في جنوب كوستاريكا، ولكن من المُرجّح أن تكون خاطئة.

## حالة الحفظ

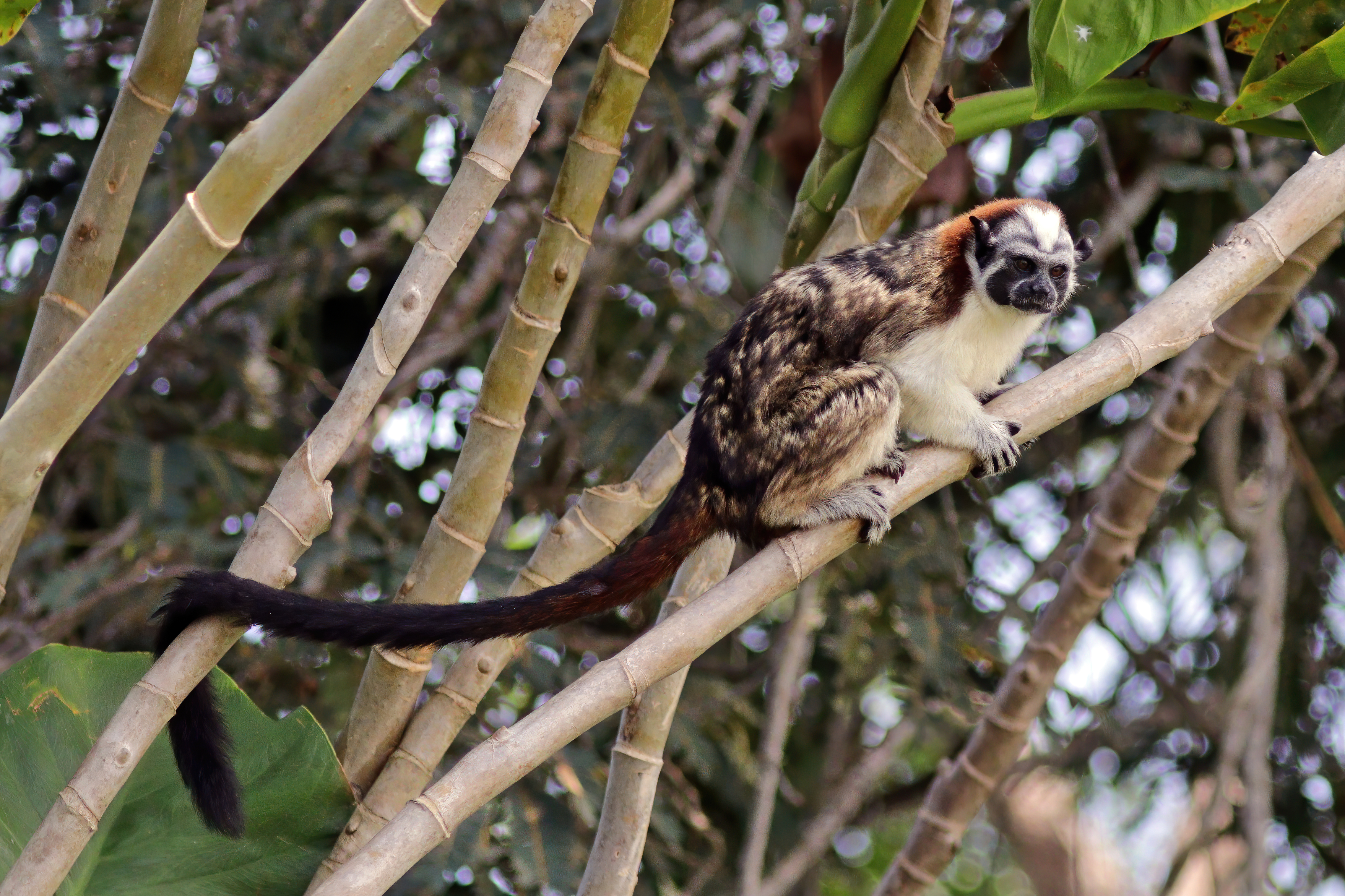
بحيرة غاتون، بنما

يصنف الاتحاد الدولي لحفظ الطبيعة طمارين جوفري بأنه «أقل اهتمام». ومع ذلك، في بعض المناطق قد يكون عدد قرود طمارين جوفري في انخفاض بسبب فقدان الموائل التي يأخذها الإنسان. لا تسلم هذه الحيوانات من الصيد، حيث يتم صيدها في بعض الأحيان والتقاطها لتجارة الحيوانات الأليفة في بنما. خلصت دراسة أجريت عام 1985 في بنما إلى أن الكثافة تعداد هذا القرد أعلى في المناطق التي يكون فيها وصول البشر محدودًا. ويمكن للنشاط البشري في بنما أن يكون له آثار إيجابي وسلبي في آنا واحد على اًعلى مجموعات جوفري تعداداً. في حين أن الصيد يقلل من تعدادها، فإن قطع الغابات الناضجة للزراعة يوفر المزيد من مجالات النمو الثانوي، وهو أمر مفيد لهذا النوع من الطمارين.